# Fülöp Kálmán (költő)
Fülöp Kálmán (Marosvásárhely, 1948. május 30. –) erdélyi magyar költő.
Nagykenden nevelkedett, Erdőszentgyörgyön  érettségizett, kolozsvári teológiai tanulmányait egy baleset miatt kénytelen volt abbahagyni.
Vízügyi alkalmazottként dolgozott, közben művelte néhány hektár birtokát.
Tagja az Erdélyi Magyar Írók Ligájának. Magyarországi, kanadai és romániai irodalmi lapokban jelentek meg versei. Az erdélyi Népújság Múzsa című mellékletében közöl rendszeresen.

## Verskötetei
- Egyedül a parton. Versek; előszó Bölöni Domokos; Önkormányzat, Aldebrő, 2000
- Elégia a megváltóhoz. Versek; Impress, Marosvásárhely, 2010
- Verőfény (2013)
- Kéz a kézben (2018)

Versei két antológiakötetben is szerepelnek: 111 vers a Sóvidékről (2010), Az eltérített felvonó (2011).